# Rufino Blanco Fombona

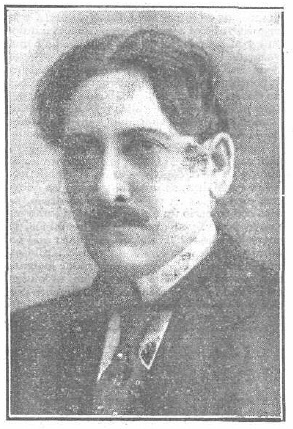
Rufino Blanco Fombona, de Kaulak

Rufino Blanco Fombona (Caracas, 17 de junho de 1874 - Buenos Aires, 16 de outubro de 1944) foi um importante escritor e político venezuelano do final do século XIX e começo do XX. Seus pais foram Rufino Blanco Toro e Isabel Fombona. Cursou os estudos primários e médios nos colégios Santa María e San Agustín de Caracas. Em 1889, se graduó de bachiller e ingressou na Universidade Central de Venezuela para estudar direito e filosofia; estudos que abandona em pouco tempo para ingressar na Academia Militar (1891). Em 1892, participa na Revolução Legalista, após a qual viajou para os Estados Unidos (1892-1895) como cônsul de Venezuela na Filadélfia. Quando volta à Venezuela, incorpora-se como colaborador de El Cojo Ilustrado. Em 1895, é publicado seu primeiro texto impresso, o poema Patria. Em 1896 atua como agregado da Delegação Venezuelana na Holanda. Regressa à Venezuela em 1898 e no ano seguinte, publica seu primeiro livro Trovadores y trovas. Em 1899 atua como cônsul de Santo Domingo em Boston. Ao tomar o poder Cipriano Castro em 23 de outubro de 1899, o nomeia secretário-geral do estado Zulia (1900); em Maracaibo publicou seu panfleto De cuerpo entero.
Entre 1901 e 1904 foi cônsul da Venezuela em Amsterdam, e na volta ao país foi designado governador do território federal Amazonas em 1905. Durante esta gestão se opôs ao monopólio do caucho que acontecia na região, o que lhe fez ser acusado e detido por um tempo. Na prisão de Ciudad Bolívar, escreveu um de seus romances mais conhecidos, El hombre de hierro. Logo depois de ser liberado volta à Europa, onde vive entre 1906 e 1908. Derrubado o regime de Cipriano Castro, ocupou como deputado, a Secretaria da Câmara de Deputados. Entretanto, em pouco tempo começou a realizar severas críticas ao governo de Juan Vicente Gómez, que resultaram na sua reclusão em La Rotunda por um ano (1909-1910) e prontamente enviado ao exílio até 1936. O exílio o levou a viver em Paris (1910-1914), e depois em Madrid (1914-1936). Na Espanha continuou seu trabalho como escritor, pertencendo a este período o panfleto contra Gómez, Judas capitolino (1912); 2 partes de sua publicação La novela de dos años (1929) e Camino de imperfección (1933); vários estudos críticos como os que aparecem em Grandes escritores de América (1917) ou em El modernismo y los poetas modernistas (1929); crônicas como as apresentadas em La lámpara de Aladino, ou estudos históricos como El conquistador español del siglo XVI (1921). Em 1925, seu nome foi proposto para o Prémio Nobel de Literatura. Durante sua permanência no exterior, exerceu diversos cargos públicos: cônsul do Paraguai em Toulouse (1918-1925), em Lyon (1927) e em Lérida (1928-1932). Restabelecida a República na Espanha (1931), atuou como governador das províncias de Almería (1932) e Navarra (1933). Dois anos depois da morte de Gómez (17.5.1935), regressa à Venezuela. Em 1939, sendo presidente do Estado de Miranda, foi incorporado como integrante da Academia Nacional da História. Posteriormente, entre os anos de 1939 e 1941, foi ministro da Venezuela no Uruguai. Nos últimos anos de sua vida se dedicou ao estudo da figura de Simón Bolívar, publicando os seguintes títulos: Bolívar y la guerra a muerte, El espíritu de Bolívar y Mocedades de Bolívar. Morreu quando viajava pela Argentina, e os restos do corpo foram repatriados e enterrados no Cemitério Geral do Sul, em 8 de dezembro de 1944. Em 23 de junho de 1975, seus restos foram levados no Panteão Nacional.